# 泣きべそ・ほほえみ・六本木
『泣きべそ・ほほえみ・六本木』（なきべそほほえみろっぽんぎ）は、1972年（昭和47年）10月2日から同年12月25日まで、NET系で毎週月曜日 20:00 - 20:55の枠で放映されたテレビドラマ。全13回。

## 概要
東京・六本木を舞台に、そこに住む人々、そこに集まってくる若者たちを主人公にして、その人々の姿をさわやかに描いたタウンドラマ。本作の撮影には、地元・六本木も全面的に協力した。

## 内容
ヒロイン・島由紀子は六本木で生まれ育った才女。兄と一緒にブティック兼喫茶店を経営する傍ら、PR雑誌の編集長も務めている。東京・六本木で由紀子と啓一が経営しているブティック兼喫茶店「ラピーヌ」に健浄寺の若い和尚、村木健が法衣姿で現れた。直後に誠々堂の若旦那、加藤直也が由紀子の兄・啓一に資料を届けに来たと口実を付けてラピーヌにやって来て健と鉢合わせる。更には、ラピーヌと同じビルの2階に事務所を構えるモデルクラブの支配人・ジュンも由紀子の御機嫌伺いにと顔を出した。だが、由紀子には素晴らしい縁談が持ち上がっているだけに啓一はこの男たちが気に入らない。由紀子を巡る恋のさや当て合戦が展開される。

## 出演
- 島由紀子：酒井和歌子
- 島啓一：長門裕之
- 島徳子：沢村貞子
- 村木健：岡田裕介
- 加藤直也：小野寺昭
- 山川美保子：丘みつ子 - 和菓子屋「麻布庵」の娘
- ジュン：津坂匡章（現・秋野太作）
- ：沖雅也
- 圭子：中山麻理 - 由紀子の商売敵であるブティック「サンファン」の主人
- 藤枝（東北出身）：梅田智子
- 川本：根岸明美
- 明子：小林亜紀子
- ：青木英美
- 修平（花屋）：真家宏満
- 「バンビーノ」のママ：村松英子
- 正子（直也の姉）：市川和子
- 健の父：石山健二郎

### ゲスト
- 紀子：河村有紀 - 啓一の初恋の女性（第3話）
- ：村田正雄（第6話）
- 斉木（カメラマン）：中尾彬（第7話）
- 玲子：倉野章子（第7話）
- 敬太：加東大介 - 由紀子の亡き母の恋人だった男性（第9話）
- 吉野：田中春男 - 敬太の仕事上での相棒（第9話）
- 千田（大手不動産）：財津一郎（第10話）
- 三枝逸子：草笛光子（第11話）
- 山崎：光枝明彦（第11話）
- 優子（美保子の親友）：柏木由紀子（第12話）
- 高野：宝田明（第12話）
- 田上五郎（川本の幼馴染み）：大村崑（第13話）

## スタッフ
- 脚本
  - 小野勝也（第1話 - 3話、5話）
  - 寺内小春（第4話、6話、7話）
  - 布勢博一（第8話、9話）
  - 田波靖男（第10話、11話）
- 音楽：渡辺岳夫
- 演出：河野宏（第1話、2話）、藤原英一（第3話 - 13話）
- 主題歌：小椋佳『帰っちゃおうかな』（作詞・作曲：小椋佳、編曲：瀬尾一三）
- 制作：東宝株式会社、NET